# 塔尔岱
塔尔岱（—1756年），齐齐哈尔满洲镶黄旗人，瓜尔佳氏。清朝第十二任黑龙江将军。

## 生平
塔尔岱历经康熙、雍正、乾隆三朝。他是清代唯一的齐齐哈尔籍的黑龙江将军。